# تروبادور

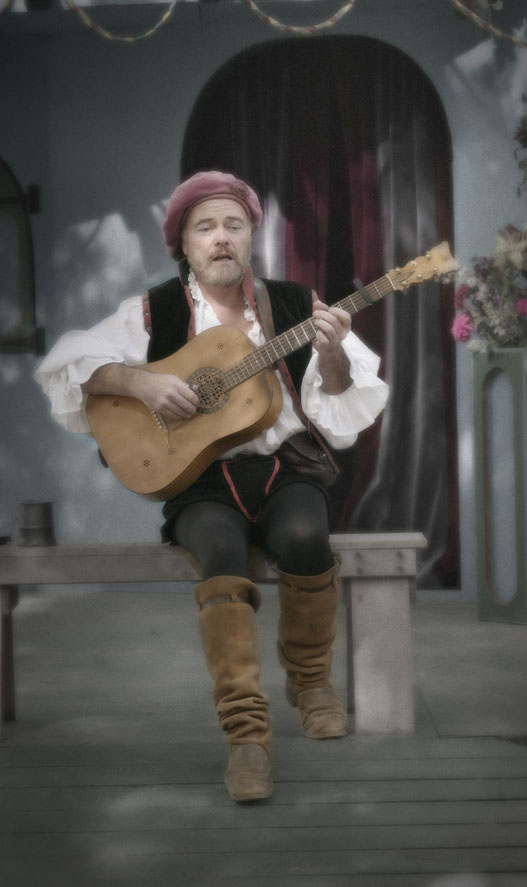

تروبادور هو شاعر أو موسيقي عاش في القرون الوسطى، وكان يؤدي أدواراً أو يخصص شخصاً لتأدية هذه الأدوار منشداً أشعار ألفها عند الملوك والسلاطين في الجنوب الشرقي لفرنسا وسرقسطة في مملكة أراغون وضواحيها بالخصوص. أصل هذا النوع الموسيقي هو أندلسي، اسم الكلمة مشتق من طرب وكلمة دور. وكانوا يعزفون الموسيقى متنقلين بين القصور، أي كانوا يدورون من قصر إلى آخر.

## نشأتهم
كاد الإجماع أن يكون تاماً بين المؤرخين وعلماء الاجتماع على أن فتح العرب للأندلس كان أهم حدث حضاري اجتماعي وقع في العصور الوسطى . ذلك بأنه لم يكن غنماً وكسباً للعرب بقدر ما كان نوراً للشعوب الأوروبية جمعاء . فلقد انبعثت من بلاد الأندلس حضارة عالمية فاضت على جميع شعوب أوروبا بمختلف ألوان المعرفة من علوم وفنون وآداب.
سرعان ما وفدت إلى الأندلس العربية البعوث تلو البعوث والوفود تلو الوفود، من سائر بلاد أوروبا ينهلون من علوم العرب وفنونهم. فعلى سبيل المثال، فلقد أرسل جورج الثاني ملك الإنجليز بابنة أخيه الأميرة (دوبانت) على رأس بعثة من بنات الأشراف، يرافقهن رئيس موظفي القصر الملكي الذي يحمل كتاباً من الملك المذكور إلى الخليفة هشام الثالث، جاء فيه: (فقد سمعنا عن الرقي العظيم الذي تتمتع بفيضه الصافي معاهد العلم والصناعات في بلادكم العامرة. فأردنا لأبنائنا اقتباس نماذج هذه الفضائل لتكون بداية حسنة في اقتفاء أثركم لنشر أنوار العلم في بلادنا.
ولم تكن هذه هي الأولى ولا الأخيرة من البعثات التي أوفدتها أوروبا إلى الأندلس، فقد ذكر المؤرخون أن هذه البعثات بلغ عدد أفرادها عام 213 هـ، سبعمائة طالب وطالبة من مختلف مقاطعات إسبانيا وألمانيا وفرنسا. وهذا التاريخ يقع في أوائل حكم عبد الرحمن الأوسط، حيث كان قد مضى على زرياب في قرطبة سبعة أعوام، إذ كان قدومه إليها عام 206 هـ، وما من شك في أن كثيرين من أفراد هذه البعثة الكبيرة قد التحقوا ما بين طلبة وطالبات بمدرسة الموسيقى التي أنشأها زرياب في بلاط عبد الرحمن، والتي كانت تدرس بها أصول الموسيقى والغناء والعزف بمختلف الآلات وفنون الشعر والرقص.
وتتابعت هذه البعثات من أوروبا إلى هذه المدرسة، واتسع أمام أفرادها المجال لتعلم هذه الفنون واستيعابها في دراسة وافية. ثم عادوا إلى بلادهم ينقلون إليها من علوم الموسيقى العربية وفنونها وآلاتها ما يعد من المصادر الأولى لخلق النهضة الفنية بها، وبمثابة الضوء الذي بدأت به شعلة الفن الموسيقي الأوروبي التي قدر لها أن تنمو وتزدهر على توالي الأيام.
ومن ثم عرفت بلاد أوروبا لأول مرة مظهر الموسيقيين المتجولين الذين يجولون الطرقات، وهم يعرضون أغانيهم ورقصاتهم الشعبية، مرددين فيها ملاحم البطولة وما نقلوه عن عرب الأندلس من قصص ألف ليلة وليلة، وسندباد، ويوسف وزليخة وغيرها.
وما كاد يبدأ القرن الحادي عشر حتى رأينا جماعات التروبادور أو الطروبادور تظهر في جنوب فرنسا ثم في ألمانيا، وبعدها جماعات (المينيسنجر Minnesingers). وكلها تتغنى بأوزان جديدة من الشعر استمدوها من ألوان الموشحات والأزجال الأندلسية، وألحان هي صدى ما تلقنته بعثات تلك البلاد في قرطبة من موسيقى زرياب ومدرسته وتلاميذه، وقد شابهت في أغراضها أغراض الموشحات وفي طليعتها الغزل والتغني بجمال الطبيعة والمدح والحماسة.

## في أعمال الباحثين
وقد قام Ribera وزملاؤه من المستشرقين، أمثال Valencia وProvnal وKlut وDozy وGomez وغيرهم من المفكرين ببحوث جبارة، وأوردوا أمثلة كثيرة من شعر ذلك العصر في كل من فرنسا وألمانيا وإنجلترا وإيطاليا والبرتغال وإسبانيا في مقارنة وموازنة بين تلك الأشعار وبين ما استحدث في الأندلس من نظام أشعار الموشحات والأزجال، مبرهنين بهذه الأمثلة ومستشهدين بها على أن ما استجد في أوروبا من أوزان الشعر إنما كان انعكاساً لما احتوته الأندلس من هذه الألوان المبتكرة. وقد أثبت هؤلاء المستشرقين أن بعض قوالب القصائد المسماة (بالاد–La Ballade) والأغاني العاطفية (La Chanson Coutroise) وغيرها من قصائد شعر التروبادور تتألف من أسماط وأجزاء تشبه إلى حد ما في ترتيبها أسماط الموشحات وأجزائها، وتتعدد فيها الأوزان والقوافي. وأن نظم شعراء التروبادور كان يعتمد في الأهم على الموسيقى والغناء، كما هو الشأن في الموشحات.